# Our Happy Hardcore
Our Happy Hardcore je druhé studiové album německé hudební skupiny Scooter. Bylo vydáno roku 1996 a je na něm 10 písniček. Album také obsahuje fotografie, videoklip ke skladbě „Let Me Be Your Valentine“ a počítačovou hru KART. 18. dubna 2000 vydalo vydavatelství JVC prodlouženou verzi. Tato verze obsahuje pět dalších skladeb.

## Seznam písní
1. "Let Me Be Your Valentine" - 5:42
2. "Stuttgart" - 4:52
3. "Rebel Yell" - 3:57
4. "Last Minute" - 2:57
5. "Our Happy Hardcore" - 5:25
6. "Experience" - 4:56
7. "This Is A Monster Tune" - 4:22
8. "Back in the UK" - 3:25
9. "Hysteria" - 5:18
10. "Crank It Up" - 4:08

prodloužená verze
1. "Back In The UK" (Long Version) - 5:27
2. "Back In The UK" (Tom Wilson Remix) - 5:50
3. "Let Me Be Your Valentine" (Commander Tom Remix) - 8:05
4. "Eternity" - 5:23
5. "Rebel Yell" (Extended Mix) - 4:44

V roce 2013 vyšla rozšířená dvojdisková verze Our Happy Hardcore (20 Years Of Hardcore Expanded Edition).

### CD 2
1. Back In The U.K. (Long Version)
2. Back In The U.K. (Tom Wilson Remix)
3. Back In The U.K. (Double M’s Basss Mix)
4. Back In Villabajo
5. Back In The U.K. (Paddy Frazer Mix)
6. Unity Without Words (Part 2)
7. Back In Ireland (Long Version)
8. Let Me Be Your Valentine (Commander Tom Remix)
9. Let Me Be Your Valentine (Itty-Bitty-Boozy-Woozy’s Blue Mega Blast)
10. Let Me Be Your Valentine (Shahin & Simon Remix)
11. Eternity
12. Rebel Yell (Extended Mix)
13. Euphoria
14. The Silence Of T. 1210 MKII

## Informace
- Autory textu a hudby ke skladbě "Rebel Yell" jsou Billy Idol a Steve Stevens.
- Návrhem designu obalu byl pověřený Marc Schilkowski. Fotografie nafotil Andreas Kess.